# سبزقبای بال‌ارغوانی
سبزقبای بال‌ارغوانی (نام علمی: Coracias temminckii) نام یک گونه از سرده سبزقباهای رنگین است.